# 麦英豪
麦英豪（1929年7月15日—2016年11月28日），广东番禺人，中国考古学家。广州博物馆馆长。中国考古学会常务理事。全国历史文化名城保护专家委员会委员。
麦英豪在六十年的考古生涯中一共参与了包括南越王墓在内的700多座墓葬的考古发掘工作，推动孫中山大元帥府紀念館、东莞海战博物馆的建设，主编出版大型图录、文物考古论著10多部，在考古界被誉为“一代宗师”。

## 生平
1929年7月15日出生。广东省番禺区石碁镇官涌村人。家世务农。4岁时父亲去世。7岁时返回官涌村老家，与母亲和姐姐靠祖上留下的一亩六分田地为生。在官涌小学读到五年级，又因母亲去世而辍学回家务农。凭借自学，在20岁时考上广州大学教育系，后来因为生活困难而没有继续学业。
1952年9月，他被招入广州市文物管理委员会工作。1953年8月被单位派往北京，参加由文化部、中国科学院考古研究所、北京大学联合举办的“全国第二届考古工作人员训练班”学习。期间接受了郭沫若、郑振铎、梁思永、夏鼐、苏秉琦、宿白等专家的面授指导，还到山西侯马晋国遗址、北京大葆台汉墓参与现场考古发掘工作，积累经验。
此后，麦英豪一直奔赴在田野考古第一线。期间历任广州市文物管理委员会副主任、研究馆员，兼任广州市文物鉴定委员会副主任等职务。1975年至1987年，担任广州博物馆副馆长、馆长。退休后成为名誉馆长，还兼任西汉南越王墓博物馆顾问，香港中文大学文物馆名誉顾间等职。1991年起享受国务院政府特殊津贴。1993年获广东省人民政府通令嘉奖，2003年获“全国五一劳动奖章”。
2015年7月下旬被确诊为癌症晚期，住院治疗。2016年11月28日下午在广州去世，享年88岁。
2016年12月12日至2017年1月13日，广州博物馆举办“一代宗师麦英豪”主题纪念展。

## 考古发掘
- 1953年，在山西侯马晋国遗址、北京大葆台汉墓考古遗址实习；
- 1956年至1957年，参加北宋西窑村窑址发掘；
- 1975年，发掘秦代造船遗址；
- 1983年，主持发掘南越文王赵眜墓，担任“广州象岗汉墓考古发掘队”队长。1991年出版《西汉南越王墓》考古报告；
- 1995年，主持发掘南越国御苑石构水池；
- 1990年代以后，麦英豪不再带领考古发掘队，但他仍然还在指导广州重要考古项目的发掘和保护工作，如南越国宫署遗址和木构水闸遗址、南汉二陵、北京路千年古道遗址等[5]。他倡议建立的南汉二陵博物馆于2012年立项，2019年建成开放。

## 出版物
编著、合著有《广州出土汉代陶星》、《广州汉墓》、《穗港汉墓》、《广州西村窑》，主编有《广州市文物志》、《西汉南越王墓》、《广州秦汉考古三大发现》等。